# Жак II де Шабанн де Ла Палис
Жак II де Шабанн де Ла Палис (фр. Jacques II de Chabannes de La Palice (ou de La Palisse); 1470, Лапалис, герцогство Бурбон — 24 февраля 1525, Павия) — французский аристократ и военный, сеньор ла Палиса, Паси, Шоврота, Герона, а также маршал Франции. Он служил трём королям Франции (Карлу VIII, Людовику XII и Франциску I) и участвовал во всех Итальянских войнах своего времени.

## Биография

### На службе у Карла VIII, первые боевые подвиги
Сын Жоффруа де Шабанна и его супруги Шарлотты де При, внук Жака I де Шабанна, который был соратником Жанны д’Арк, Жак в возрасте 15 лет поступил на службу к Карлу VIII, который был его ровесником. Первое участие в военных действиях имело место 28 июля 1488 года в битве при Сент-Обен-дю-Кормье в составе французских войск под командованием Ла Тремуйля, дальнейшая судьба которого схожа с его собственной. Победа французов над бретонцами в этом сражении ознаменовала конец Безумной войны.
Он женился в первый раз в январе 1492 года на Жанне де Монброн, дочери камергера Эсташа де Монброна, виконта Оне, сеньора де Монброна, барона де Мата, и Маргариты д’Эстер-Сен-Мегрен.
В 1494 году он следует за королём в Италию на завоевание Неаполитанского королевства. Сначала он сражается в герцогстве Асти в Валенце, Тортоне и Алессандрии. В октябре Ла Палис в Милане, герцог которого Лодовико Сфорца присоединился к королю Франции. В феврале 1495 года он участвует во взятии Неаполя. 6 июля, во время возвращения во Францию, Ла Палис встретился с силами Венецианской лиги в битве при Форново, которая укрепила его репутацию.

### На службе у Людовика XII, командующий
После смерти Карла VIII в 1498 году Ла Палис сопровождает нового короля Людовика XII в Милан. Король действительно имел основания претендовать на это герцогство и уже атаковал Новару в то время, когда его предшественник и кузен в союзе с герцогом Милана завоёвывал Неаполь. Милан был взят в октябре 1499 года, а Сфорца разбит и пленён в Новаре в апреле 1500 года. В следующем году Ла Палис захватывает множество населённых пунктов в Абруццо и Апулии и в 1502 году становится вице-королём Абруццо. В следующем году при осаде Руво-ди-Пульи (Битва при Руво) он был разбит и захвачен в плен Гонсало де Кордовой, а освобождён из плена только в 1504 году. Тогда же умерла его жена.
По возвращении на службу он командовал французскими войсками при осаде Генуи в 1507 году, где был серьёзно ранен. Во время войны Камбрейской лиги против Венеции Ла Палис участвует в 1509 году в осаде Тревильо и в битве при Аньяделло. Затем становится главнокомандующим французскими силами в Ломбардии. Посланный на помощь императору Максимилиану I, он руководит осадой Падуи, но безрезультатно. В 1511 году, во время конфликта с испанцами и папой Юлием II, он сменяет умершего Шарля II д'Амбуаза во главе французских войск в Италии. Он получает также при дворе престижную должность главного распорядителя Французского двора (фр. Grand Maître de France).
Когда молодой Гастон де Фуа прибывает в Италию, чтобы принять командование французскими войсками, Ла Палис помогает ему. По его приказанию он бросается на помощь Болонье, осаждённой испанскими войсками. Ему удалось снять осаду, и 11 апреля 1512 года он участвует в битве при Равенне. Французы победили испанцев, но в сражении погиб де Фуа, и Ла Палис принял командование французскими силами в Италии. Однако осада Равенны затянулась, и противник вновь перехватил инициативу в Ломбардии.
По возвращении осенью во Францию он был послан на Пиренеи на помощь королю Наварры Жану д’Альбре, возглавив осаду Памплоны, а затем, ещё до окончания дела, в Теруан, в то время единственное французское владение в Артуа (Франция владела им со времени Аррасского мира 1482 года), для противодействия английским войскам Генриха VIII. 6 августа 1513 года французы были разгромлены в битве при Гинегате, а Ла Палис ранен и пленён. В результате Теруан отошёл англичанам, Жан д’Альбре Наваррский лишился своих владений за Пиренеями в пользу испанцев, которые завершили своё объединение, и Дижонский договор 14 сентября 1513 года закрепил поражение французов и крах итальянской мечты Людовика XII. Вскоре после заключения мира Ла Палис был освобождён и вернулся в свои владения в замок Лапалис. В феврале 1514 года он женился там на Марии де Мелён, от которой у него будет четверо детей.

### На службе у Франциска I, ветеран
Король Людовик XII умер 1 января 1515 года. Ему наследовал его кузен Франциск I. Стремясь облагодетельствовать в первую очередь своих приближённых, он сместил Ла Палиса с должности главного распорядителя, назначив на неё Артю Гуффье де Буази. Тем не менее, новый король ценил выдающихся деятелей предыдущего царствования, и в тот же день (7 января) назначил Ла Палиса маршалом Франции.
Франциск I, заявляя в свою очередь права на Милан, предпринял новую войну. Французская армия вторглась в Пьемонт через Альпы. Авангард под командованием Ла Палиса прошёл через Аржантьерский перевал, застав врасплох швейцарцев и итальянцев, и овладел Виллафранкой, разбив и взяв в плен итальянского генерала Просперо Колонну. Он преследовал врага вплоть до Милана и был одним из советников Франциска I во время битвы при Мариньяно. После того, как Карл III де Бурбон, коннетабль Франции, закрепил победу французов, подписав Нойонский договор, Ла Палис вернулся во Францию.
Затем он присутствует в Кале на переговорах о мире с посланниками императора Карла V (встреча на Поле золотой парчи). Не дожидаясь окончания переговоров, он отбывает в Италию и под началом маршала де Лотрека командует основной линией французских войск в битве при Бикокке (1522), где французы потерпели поражение от Просперо Колонны.
Вскоре по возвращении он опять на Пиренеях помогает Фуэнтаррабии, довольно успешно. Затем по приказу коннетабля де Бурбона Ла Палис снимает осаду Марселя, овладевает Авиньоном, а затем ведёт французскую армию в Милан, оставленный испанцами. 28 октября 1524 года он вместе с королём начинает осаду Павии, защищаемую испанцами Антонио де Лейвы. Императорская армия под командованием Фернандо д’Авалоса, Шарля де Ланнуа и коннетабля Франции, перешедшего под знамёна Карла V, его второго сюзерена по Домбскому княжеству, поскольку Франциск I лишил его всех званий и владений и присоединил Бурбон и Овернь к короне Франции, вскоре прибыла для решительного подкрепления испанцев. Ла Палис будет убит а Франциск I взят в плен воинами Карла де Бурбона.
24 февраля 1525 года происходит битва при Павии непосредственно под стенами города. Ла Палис в качестве ветерана итальянских войн входит в число ближайших советников короля. Однако ему не удалось помешать последнему дать сигнал к атаке кавалерии, сведя к нулю возможность применения артиллерии Галио де Женуйяка. Как и многие другие, под обстрелом аркебузиров Ла Палис остался без лошади  и должен был сражаться пешим в тяжёлом вооружении с легковооруженными ландскнехтами. После мужественной борьбы он был взят в плен итальянским капитаном Кастальди, но испанский офицер Бузарто, который тоже рассчитывал пленить Ла Палиса, рассерженный тем, что итальянец отказался поделить с ним причитающуюся награду, приставил аркебуз к лицу маршала и выстрелил в голову.

## Гробница
Его вдова, Мария де Мелён, в 1530 году приказала соорудить в часовне замка Лапалис прекрасную гробницу, которая будет разграблена во время Революции. Авторы идеи памятника принадлежат, вероятно, мастерской Джусти, флорентийских художников, являющихся соавторами гробницы Людовика XII в Сен-Дени. Некоторые детали этой гробницы были брошены на постоялом дворе. Барон де Монфокон, бывший тогда мэром Авиньона, увидел эти обломки в 1830 году и приобрёл их за 60 франков, что соответствует примерно нынешним 300 евро. Он передал эти фрагменты музею Кальве в Авиньоне, где их можно увидеть.
Сохранившаяся часть гробницы выполнена из алебастра и относится к основной части композиции, которая была гораздо более масштабной. На фрагментах можно видеть три из четырёх основных добродетелей:
- Фигура Благоразумия должна была держать в своей правой руке зеркало; левая её рука покоится на черепе, символе тщеты бытия.
- Фигура Мужества извлекает из башни, символизирующей душу христианина, грех в образе дракона, у которого утрачена голова.
- Справедливость держит вдоль руки меч; в левой руке она по традиции должна держать весы.
- Умеренность, изображаемая обычно с удилами лошади, утрачена.

- Благоразумие
Музей Кальве
Авиньон
- Мужество и Справедливость
Музей Кальве
Авиньон

## Ляпалиссиада
Утверждение или замечание, которое отражает очевидное или показывает то, что не является скрытым. Термин происходит от имени Жака де Ла Палиса (или Ла Палисса), которому посвящены слова: «Увы, если бы он не был мёртв,/ Ему бы завидовали». Неверное прочтение второй строки («Il serait encore en vie» вместо «Il ferait encore envie») даёт вариант: «Увы, если бы он не был мёртв,/ Он был бы ещё жив», что делает фразу самоочевидной.
Значительно позже появилась популярная песенка о Ла Палисе, изобилующая такими очевидными утверждениями. Песня, сочинённая Бернаром де Ла Моннуа в XVIII веке, имеет слова: «Un quart d’heure avant sa mort, il était encore en vie» («За четверть часа до своей смерти он был ещё жив»).

## Герб
Червлёный; лев эрмелиновый, вооружённый, с высунутым языком и золотой короной. Щитоносец: две борзые. Девиз: NULLI CEDO или НИКОМУ НЕ УСТУПАЮ.

## Родственные связи
Из рода де Шабанн, происходящего по мужской линии от баронов де Мата, старшей ветви графов Ангулемских, а по женской от господ де Шабане и де Конфолан.
- Сын Жоффруа де Шабанна и Шарлотты де При
- Внук Жака I де Шабанна де Ла Палиса, главного распорядителя Франции
- Внучатый племянник Антуана де Шабанна, графа де Даммартена и главного распорядителя Франции
- Брат Жана де Шабанна, называемого Маленький лев, погибшего в Италии в Робекко-д’Ольо в 1524 году, в одно время и бок о бок с шевалье Баярдом.

## Браки и потомство
- Первый брак в январе 1492 года с Жанной де Монброн (ум.1504), дочерью Эсташа де Монброн, виконта Оне, сеньора де Монброн, барона де Мата, советника и камергера короля, и Маргариты д’Эстер-Сен-Мегрен, без потомства.
- Второй брак 20 февраля 1514 года с Марией де Мелён, госпожой де Монмирай и де Монрику, дочерью Жана III де Мелён (до 1460 – 29 июля 1504), сеньора д’Эпинуа и д’Антуанг, и Изабеллы Люксембургской, госпоже-наследнице де Ришбур. Дети:
  - Шарль де Шабан, сеньор де Ла Палис, умер в 1551 году, отец Антуана де Шабан (не оставил потомства) и Сюзанны де Шабан, вышедшей замуж в 1567 году за Жана Ольвье, сына Франсуа Оливье[фр.].
  - 4 дочери

Сегодняшний мэр Лапалиса, Жак де Шабан, его прямой потомок. Он также генеральный советник кантона и вице-президент Генерального совета Алье, отвечающий за культуру и культурное наследие.